# Maj 1968

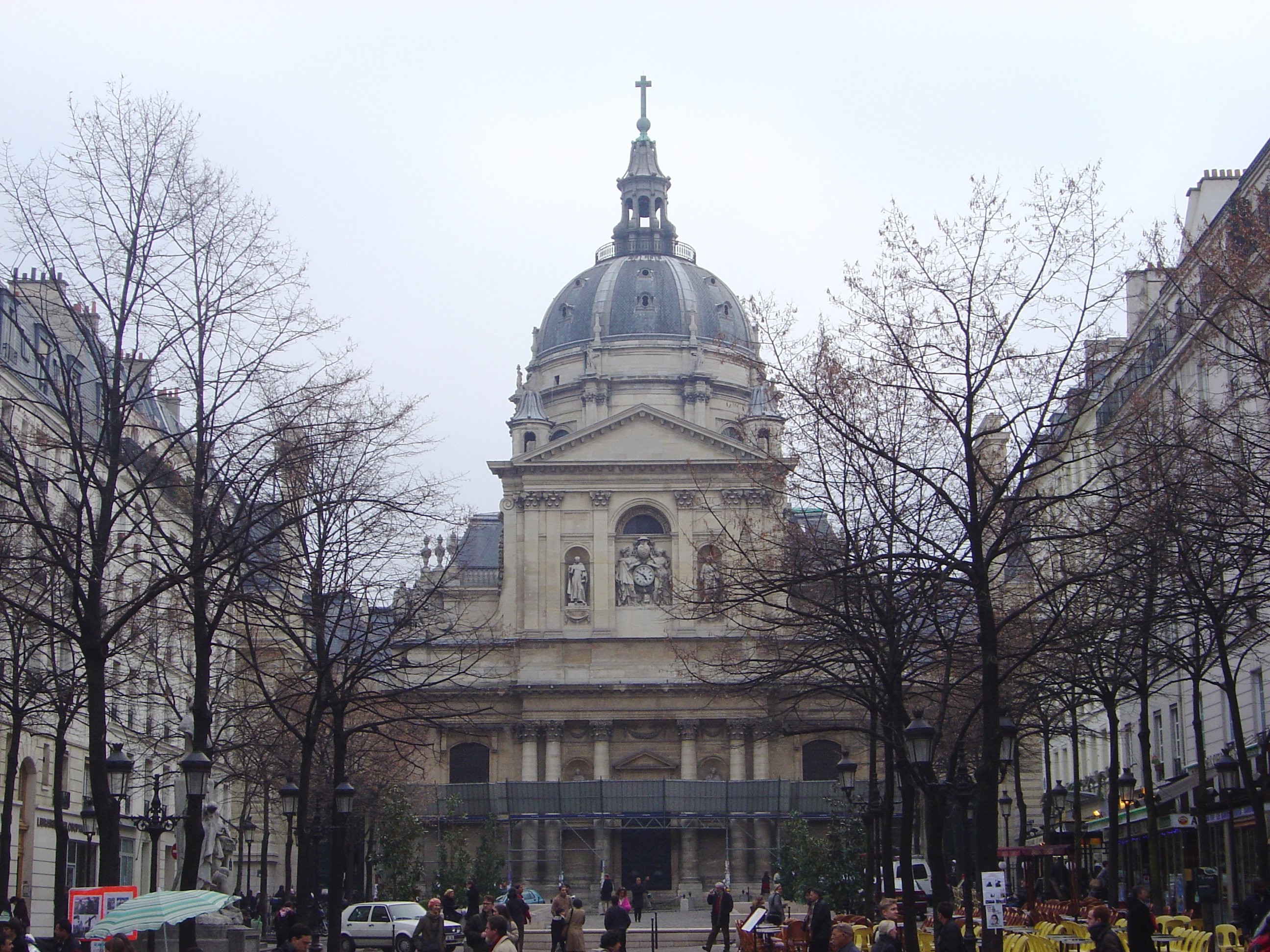
Wejście do Sorbony

Maj 1968 – ogólna nazwa rozruchów i protestów społecznych rozgrywających się we Francji pomiędzy majem a lipcem 1968 roku. Zapoczątkowały je protesty studenckie, których bezpośrednią przyczyną było usunięcie przez policję demonstrantów z okupowanego wydziału paryskiej Sorbony. Protesty te doprowadziły do kilkutygodniowego strajku powszechnego, który sparaliżował cały kraj. Z biegiem czasu do studentów przyłączyli się robotnicy, a następnie także inne warstwy społeczeństwa. Ostrze protestów skierowane było przede wszystkim przeciwko rządom gaulistowskim, a w szerszym polu przeciwko kapitalizmowi, imperializmowi i tradycjonalistycznemu społeczeństwu. Wydarzenia maja 1968 i spowodowane przez nie reformy miały dalekosiężne skutki dla życia kulturalnego, politycznego i gospodarczego Francji.

## Geneza

### Sytuacja polityczno-gospodarcza i nowe trendy w kulturze młodzieżowej
W latach 1967–1968 protesty studenckie miały miejsce nie tylko we Francji, lecz również w Wielkiej Brytanii, Belgii, Holandii, Danii, Szwecji, Niemczech Zachodnich, Włoszech, Hiszpanii, Polsce, Czechosłowacji, Jugosławii, Japonii, Brazylii, Urugwaju, Meksyku, Stanach Zjednoczonych, Australii i w wielu innych krajach, choć największym echem na świecie odbiły się te, które miały miejsce we Francji.
W wydarzeniach maja 1968 we Francji rolę odgrywały zarówno czynniki polityczne (międzynarodowe i wewnętrzne), ekonomiczne, jak i zmiany obyczajowe i kulturowe (głównie przychodzące do Europy z USA).
Wiele wysuwanych żądań pokrywało się z żądaniami w innych krajach, np. tak jak w Niemczech i USA, studenci i środowiska lewicowe we Francji demonstrowały przeciwko polityce amerykańskiej w krajach Trzeciego Świata, w szczególności przeciwko przedłużającej się wojnie wietnamskiej. Obiektem krytyki były też jednak rodzime rządy konserwatystów (w latach 60. we Francji prezydentem był generał Charles de Gaulle, a premierem Georges Pompidou). Żywe były wspomnienia brudnej wojny w Algierii (1954–1962). Już na początku lat 60. francuscy studenci założyli „uniwersytecki front antyfaszystowski” zwalczający faszystowskie dążenia w armii i ich zbrojne ramię – tajną organizację OAS. W maju 1968 rosnąca popularność ideologii lewicowych stała się przyczyną żądań nawet ustąpienia rządu, a w każdym razie głębokich zmian politycznych.
U podłoża protestów i strajków leżały też jednak przyczyny ekonomiczne. Po raz pierwszy od końca II wojny światowej sytuacja gospodarcza we Francji zaczęła się pogarszać, rosło bezrobocie. Coraz częściej dochodziło do demonstracji, np. w 1967 związki zawodowe demonstrowały przeciwko reformie ubezpieczeń społecznych, 26 stycznia 1968 podczas strajku w fabryce samochodów ciężarowych w Caen doszło do rozruchów i starć z policją, później scenariusz ten powtórzył się w Le Mans i Redon. We wszystkich tych przypadkach do robotników dołączali studenci.
W całej Europie lata 60. były też okresem burzliwego rozwoju nowych prądów w kulturze młodzieżowej, w szczególności ruchu hippisowskiego, którego ideologia, mająca swoje korzenie w USA, szybko została przejęta przez młodzież europejską. Najbardziej widoczne były jego zewnętrzne przejawy, wyrażające się np. w modzie i muzyce, istotne znaczenie miała też jednak jego ideologia – odrzucanie autorytarnego państwa, propagowanie wolnej miłości i życie w anarchistycznych komunach. W historycznie katolickiej Francji, w której antykoncepcja była zabroniona aż do 1967, prowadziło to do konfliktu pokoleń i angażowania się młodzieży w ruchy kontestatorskie. Młodzież protestowała przeciwko autorytarnemu społeczeństwu, materializmowi pokolenia cudu gospodarczego i technokracji. Żądano poprawy warunków nauczania i demokratyzacji wyższych uczelni, ale też głębokich zmian w skali całego kraju na rzecz społeczeństwa obywatelskiego.

### Lewica we Francji przed 1968
Lewica we Francji miała tradycyjnie silną pozycję. Ruch lewicowy nie był jednak jednolity, lecz rozbity na wiele, często zwalczających się, ugrupowań. Również nurt marksistowski był podzielony na wiele prądów: oprócz partii wiernych linii Związku Radzieckiego działały partie trockistowskie i maoistowskie.
Największe znaczenie miały popularne w społeczeństwie Francuska Partia Komunistyczna oraz związana z nią największa organizacja związkowa Powszechna Konfederacja Pracy (CGT – Confédération générale du travail). Organizacje te początkowo nie popierały późniejszych protestów studenckich, kierowały się raczej pragmatyzmem i były zainteresowane głównie walką o podwyżkę wynagrodzeń i zachowaniem swojej przywódczej roli w środowiskach robotniczych.

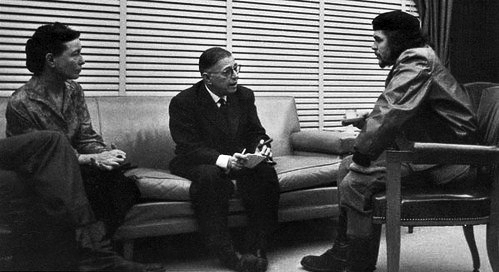
Ernesto Guevara, Simone de Beauvoir i Jean-Paul Sartre na Kubie w 1960

Blisko partii komunistycznej stali też czołowi intelektualiści tego czasu: Jean-Paul Sartre, Maurice Merleau-Ponty, Simone de Beauvoir, Roland Barthes, Claude Lévi-Strauss, Henri Lefebvre, którzy poglądy lewicowe często łączyli z tradycją egzystencjalizmu, humanizmu i strukturalizmu. Radykalnym prądem była grupa skupiona wokół czasopisma „Socialisme ou Barbarie”, którym kierował wolnościowy socjalista Cornelius Castoriadis. Na lewicowej scenie działali też anarchiści i anarchosyndykalistyczne związki zawodowe jak CNT (Confédération Nationale du Travail), które kierowały się ideologią anarchistyczną.

### Sytuacjoniści
Interesującym nurtem łączącym działalność polityczną z artystyczną byli sytuacjoniści, odrzucający kulturę Zachodu, ale też inne ruchy ultralewicowe. Kluczowymi pojęciami w ideologii sytuacjonistów były konstrukcja „sytuacji” i „dryfowanie”, sprowadzające się w głównym zarysie do walki z alienacją powodowaną przez pracę i dążenie do poszerzenia sfery czasu wolnego. Ideologia sytuacjonistów została przedstawiona w opublikowanych w 1967 książkach „Rewolucja życia codziennego” Raoula Vaneigema oraz „Społeczeństwo spektaklu” Guya Deborda. Razem z wydanym w tym samym roku „Człowiekiem jednowymiarowym” Herberta Marcusego, książki spotkały się później z szerokim oddźwiękiem wśród protestujących studentów, którzy czytali je na równi z dziełami takich klasyków jak Karl Marx, Michaił Bakunin, Wilhelm Reich lub Charles Fourier. Francuska prasa oskarżyła później te dzieła o przyczynienie się do wydarzeń maja 1968.
W 1966 w Strasburgu sytuacjoniści opublikowali również odezwę „O nędzy w środowisku studenckim…”, w której dokonywali fundamentalnej krytyki społeczeństwa i systemu oświaty i odrzucali oparte na zasadach ekonomicznych reformy proponowane przez tamtejszy uniwersytet. Tezy te zyskały znaczną popularność w środowiskach studenckich i wśród działaczy późniejszego Ruchu 22 Marca.

## Pierwsze protesty. Zajęcie uniwersytetu w Nanterre

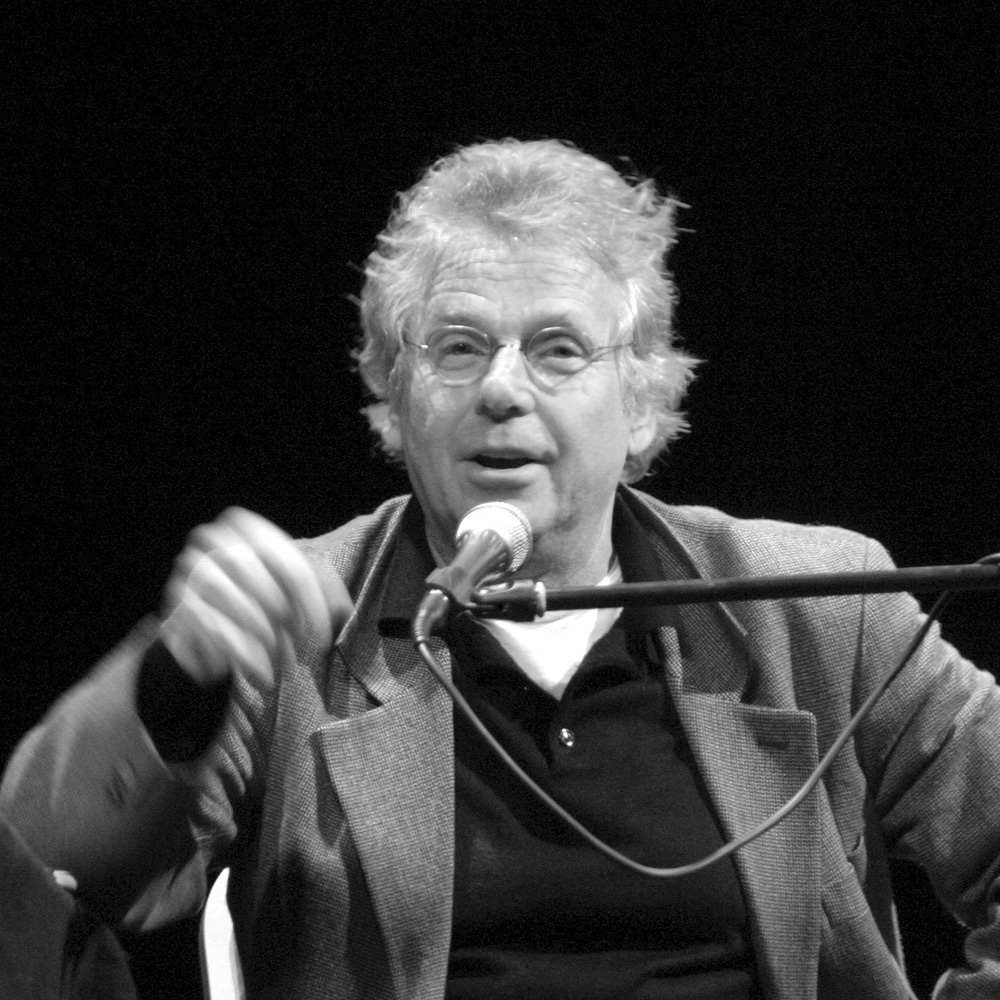
Daniel Cohn-Bendit na Festiwalu Literatury w Kolonii w 2006

Protesty studenckie były skierowane początkowo przeciwko przestarzałemu i skostniałemu systemowi oświaty. Od lat 50. liczba studentów potroiła się bez zasadniczej zmiany zasad funkcjonowania uczelni. Żądano koniecznych reform oraz modernizacji uniwersytetów w celu ich dostosowania do nowych wymagań gospodarki.
Do pierwszych większych protestów, będących bezpośrednim zapalnikiem maja 1968, doszło w podparyskim Nanterre, gdzie studenci sprzeciwiali się obecności w miasteczku akademickim policjantów w cywilu. W styczniu 1968 funkcjonariusze ci zostali sfotografowani przez studentów, po czym zdjęcia ich wykorzystano na tablicach niesionych podczas demonstracji. Doszło do zakłócenia wykładów na Wydziale Socjologicznym, a 14 lutego tak zwani „wściekli” (Enragés) zaczęli okupować w Nanterre domy akademickie.
Wreszcie grupa 142 studentów różnych lewicowych orientacji założyła na Wydziale Filozoficznym tamtejszego uniwersytetu radykalny Ruch 22 Marca. Zajęto budynek administracji uniwersytetu, żądano poprawy warunków studiowania, a także wspólnych dla kobiet i mężczyzn akademików. Głównymi działaczami ruchu byli Daniel Bensaïd i Daniel Cohn-Bendit, który w następnych tygodniach i miesiącach jako „Dany le Rouge” („Czerwony Dany”) stał się najbardziej znaną twarzą kontestatorów. Jego pierwsze bardziej znane publiczne wystąpienie miało miejsce podczas otwarcia pływalni w Nanterre 8 stycznia 1968 kiedy skrytykował otwierającego obiekt Ministra Sportu i Młodzieży François Missoffe między innymi za to, że ten nie interesuje się problemami seksualnymi młodzieży.
Niemożność rozwiązania konfliktu i utrzymujące się zamieszki doprowadziły wreszcie 2 maja do zamknięcia przez władze Uniwersytetu w Nanterre.
Początek 1968 zaznaczył się też protestami innych środowisk. Oprócz już wspomnianych strajków robotników, demonstrowali też ludzie kultury. W lutym przed pałacem Trocadéro w Paryżu filmowcy pod przywództwem François Truffaut protestowali przeciwko zwolnieniu ze stanowiska dyrektora Kinematografii Francuskiej Henri Langlois przez ówczesnego Ministra Kultury André Malraux. 500-osobowa demonstracja została brutalnie stłumiona przez policję, chociaż wśród jej uczestników znajdowało się wielu artystów i intelektualistów jak François Truffaut, Jean-Paul Sartre, Jean-Luc Godard, Jean-Pierre Léaud i Claude Jade.

## Maj 1968

### Wybuch protestów studenckich w Paryżu
Do wybuchu demonstracji w stolicy Francji doszło 3 maja 1968, kiedy to studenci, mimo zakazu władz, zorganizowali kilkusetosobowy wiec w pomieszczeniach Sorbony. Podczas wiecu protestowano przeciwko zamknięciu dzień wcześniej uniwersytetu w Nanterre. 2 maja też doszło do utarczek z policją, na skutek których ośmiu studentów, w tym Daniel Cohn-Bendit zostało wezwanych do stawienia się przed radą uniwersytecką. Podczas oczyszczania terenu uniwersytetu policja użyła gazu łzawiącego, demonstranci obrzucili funkcjonariuszy kostkami brukowymi. Wydarzenie to stało się początkiem niepokojów w całej Dzielnicy Łacińskiej.
Doszło do walk ulicznych pomiędzy kilkoma tysiącami demonstrantów a policją, w sumie zatrzymano 600 uczestników zajść. 4 maja Krajowy Związek Studentów Francuskich (UNEF) i Krajowy Związek Wykładowców Szkół Wyższych (SNESup) wezwały do bezterminowego strajku w szkołach wyższych.
W kolejnych dniach protesty rozszerzały się, demonstracje i strajki wybuchły również w innych ośrodkach uniwersyteckich, zwłaszcza Nantes, Rennes, Strasburgu, Tuluzie. Uspokojeniu sytuacji nie sprzyjała polityka władz – skazanie czterech manifestantów na więzienie, postawienie Daniela Cohn-Bendita przed komisją dyscyplinarną. 6 maja podczas kolejnych gwałtownych demonstracji w Dzielnicy Łacińskiej rany odniosło 600 osób, policja przesłuchała 422 uczestników protestów.
7 maja studenci i licealiści zorganizowali 30-kilometrowy marsz od Denfert-Rochereau do Place de l’Étoile, domagając się spełnienia swych żądań. Studenci zapowiedzieli okupację Sorbony po odejściu stamtąd policji. Minister oświaty Alain Peyreffe odmówił negocjacji i oświadczył, że Sorbona będzie zamknięta, dopóki w Dzielnicy Łacińskiej nie powróci spokój.
9 maja doszło do porozumienia pomiędzy dwoma największymi związkami zawodowymi – komunistyczną Powszechną Konfederacją Pracy (CGT) i socjalistyczno-chadecką Francuską Demokratyczną Konfederacją Pracy (CFDT), które postanowiły spotkać się UFNE w celu podjęcia wspólnych działań.

### Barykady
Do 10 maja demonstranci wywalczyli otwarcie kampusu w Nanterre, nie udało się jednak osiągnąć uwolnienia zatrzymanych studentów i otwarcia Sorbony. Doprowadziło to do kolejnego zaostrzenia protestów – wznoszenia barykad, które budowano m.in. z przewróconych samochodów i kostek brukowych wyrywanych z jezdni i układanych w stosy. Uczestniczyli w tym nie tylko studenci, ale również bezrobotna młodzież, uczniowie, robotnicy, imigranci. Nadal trwały demonstracje i zamieszki, zwalczane przez policję. Reakcje mieszkańców ulic, przy których znajdowały się barykady, były różne, oprócz potępień były też oznaki solidarności z demonstrantami (przynoszenie żywności, umożliwianie ucieczki).
Do wieczora 10 maja zbudowano 60 barykad na obszarze pomiędzy Boulevard St. Michel, Rue Claude Bernard, Rue Mouffetard i Panteonem, przede wszystkim wzdłuż rue Gay-Lussac. W nocy z 10 na 11 maja o godz. 2.00 policja zaczęła oczyszczać teren („noc barykad”). Przesłuchano 460 osób, 367 osób zostało rannych, spłonęło 188 samochodów.
Wydarzenia te doprowadziły do fali solidarności z paryskimi studentami, najpierw w całej Francji, później też w innych krajach europejskich. Główne związki zawodowe – CFDT, FEN (związek pracowników oświaty), umiarkowany Force Ouvrière, a nawet początkowo wroga studentom komunistyczna CGT wezwały do strajku powszechnego wyznaczonego na 13 maja.

### Punkt zwrotny – ponowne zajęcie uczelni przez studentów
W odpowiedzi na protesty premier Pompidou, który z ich powodu musiał przerwać swoją podróż do Afganistanu, wreszcie postanowił spełnić trzy żądania studentów: zwolnienie zatrzymanych uczestników zajść, wycofanie jednostek policji z Dzielnicy Łacińskiej i otwarcie Sorbony.
13 maja wybuchł zapowiadany strajk powszechny. W Paryżu zaczął się od milionowej wspólnej demonstracji związków zawodowych, studentów i uczniów na trasie do Gare de l’Est do placu Denfert-Rochereau (studenci poszli dalej do Pól Marsowych).
Po otwarciu Sorbony studenci natychmiast ją zajęli. Uniwersytet ogłoszono „wolną komuną” („commune libre”), uczelnia stała się odtąd jedną z głównych scen organizacji wieców, dyskusji polemik, nawoływań do zmian itp.
W kolejnych dniach zajęto następne wydziały i uczelnie, np. w Nanterre, Montpellier, Aix-Marseille, Nicei, miejscami okupowanymi przez demonstrantów stawały się jednak też kina, teatry, licea, dworce itp. Nad budynkami i podczas demonstracji powiewały czarne (anarchistyczne) i czerwone (socjalistyczne) flagi. Solidaryzowano się też z praską wiosną i studentami w Polsce, a kilku działaczy na Sorbonie wysłało telegramy do biur politycznych w Moskwie i Pekinie, grożąc w nich obaleniem tamtejszych „biurokratów”.
Oprócz dyskusji na uczelniach prowadzono też konkretne działania, np. École des Beaux-Arts stała się „ludowym warsztatem” („atelier populaire”), drukującym techniką sitodruku plakaty nawołujące do zmian. Ponadto na uczelniach powstało około 400 tak zwanych „komitetów akcji”, np. Komitet ds. Piłki Nożnej, Robotników Północnoafrykańskich, Kontaktów pomiędzy Studentami i Robotnikami, Komitet Wściekłych-Sytuacjonistów, Rada ds. Utrzymania Okupacji Budynków.
Do protestów przyłączają się też artyści i dziennikarze. Wieczorem 15 maja ok. 200-300 pracowników ze środowiska teatralnego zajęło paryski teatr „Odéon”, który stał się jedną z najsłynniejszych scen protestów. Następnego dnia „dziki” strajk rozpoczęli pracownicy Nowej Prasy Paryskiej (NMPP), a 17 maja do strajku dołączyli dziennikarze publicznego pracownicy techniczni ORTF (publicznego radia i telewizji). 19 maja na żądanie jury przerwano też festiwal w Cannes.

## Strajk powszechny

### Początek strajków
Ogłoszony na 13 maja strajk powszechny bardzo szybko rozszerzył się na cały kraj i wszystkie kategorie zawodowe. 14 maja wieczorem robotnicy zajęli zakłady Sud Aviation w Bouguenais koło Nantes i uwięzili dyrekcję w ich biurach. Na znak solidarności z robotnikami do pikiet strajkowych w zakładzie dołączyli studenci. 15 maja dołączyli robotnicy w zakładach Renault w Cléon, później w zakładach we Flins, Sandouville, Le Mans, 16 maja w Boulogne-Billancourt. Od 17 maja strajkowała kolej SNCF, metro i Air France i większość zakładów przemysłu metalurgicznego, od 21 maja poczta i telekomunikacja, pracownicy przemysłu chemicznego, tekstylnego i inne zakłady (Peugeot, Michelin, Breguet, Citroën). Wielkie zakłady pociągały za sobą mniejsze. O ile 16 maja zajętych było 50 przedsiębiorstw, 17 maja strajkowało już 200 tys. robotników (w tym prawie cały przemysł metalowy i chemiczny), po dwóch dniach liczba uczestników strajku wzrosła do ok. 2 milionów. Doszło do zakłóceń w dostawach paliwa, infrastruktura gospodarcza państwa została sparaliżowana. Według szacunków do strajku przystąpiło łącznie 8-10 milionów pracowników, największa liczba w historii w państwach demokratycznych.

### Współpraca robotników i studentów
Od początku strajki te spotkały się z poparciem studentów okupujących Sorbonę i inne uczelnie. Odwdzięczano się w ten sposób za wyrażenie przez robotników solidarności ze studentami w pierwszej połowie maja. Prowadzono wspólne akcje, np. na zajętym Wydziale Literatury w Paryżu-Censier studenci i robotnicy wspólnie opracowywali ulotki, w którym wyrażano wzajemną solidarność.
Ogólnie we Francji zapanowała atmosfera solidarności społecznej, zjednoczenia przeciwko „opresyjnej” władzy – „duch maja”. Powszechnym hasłem strajkujących było „Wyobraźnia jest przy władzy”.

### Stosunek tradycyjnej lewicy do strajków
Partie i organizacje lewicowe zachowywały się początkowo wyczekująco, później coraz bardziej próbowały sterować przebiegiem wydarzeń. Funkcjonariusze FPK i CGT starali się nie dopuszczać do zbytniego bratania się studentów i robotników. Kiedy 17 maja studenci zorganizowali pochód z Dzielnicy Łacińskiej do zakładów Renault w Boulogne-Billancourt, aby dołączyć do strajkujących robotników, nie zostali wpuszczeni do środka zakładu.
Po ulicach jeździły też samochody CGT, z których związkowcy przez megafony próbowali instruować demonstrantów, jak mają się zachowywać. Wskazówki te były jednak przeważnie ignorowane. Podczas demonstracji porządkowi CGT wciąż próbowali rozdzielać robotników należących do związków od studentów.
W przeciwieństwie do FPK i CGT, które początkowo potępiały ich jako awanturników i anarchistów, protestujący studenci spotkali się z pozytywnym przyjęciem socjalistyczno-chadeckiej CFDT.

### Dalsze strajki – próby rozwiązania konfliktu
Podczas strajków dochodzi szybko do radykalizacji żądań. Podczas gdy na początku wieców na Sorbonie i innych uczelniach większość studentów reprezentowała początkowo stanowisko pragmatyczne i wysuwała umiarkowane żądania, w miarę rozwoju sytuacji coraz bardziej zaczęto poruszać kwestie społeczne i domagać się fundamentalnych zmian stosunków społecznych.
Do radykalizacji doszło również w środowiskach robotniczych. Podczas gdy CGT w swojej normalnej działalności domagała się tylko wyższych pensji, strajkujący żądali teraz nawet ustąpienia rządu. Bardziej umiarkowane żądania obejmowały podwyżki wynagrodzeń, wprowadzenie 40-godzinnego tygodnia pracy, reformę systemu ubezpieczeń i emerytalnego oraz utworzenie „wolnych” uniwersytetów.
Trzecia dekada maja stała się próbą sił strajkujących, rządu francuskiego i lewicowej opozycji. Władze zaczęły od represjonowania przywódców – 21 maja zakazano wjazdu do kraju Danielowi Cohn-Benditowi, wracającemu do Francji z wizyty u studentów w Niemczech. Nie przeszkodziło mu to w „nielegalnym” przekroczeniu granicy a zakaz doprowadził do manifestacji 22 maja, której hasłem stało się „Wszyscy jesteśmy niemieckimi Żydami” (rodzice Cohn-Bendita, który miał francuskie obywatelstwo, jeszcze przed II wojną światową uciekli z Niemiec przez prześladowaniami nazistowskimi).
24 maja de Gaulle zmienił taktykę i wieczorem w telewizji zapowiedział referendum na czerwiec oraz zgodę na „współuczestnictwo” studentów i pracowników w zarządzaniu uczelniami i zakładami. Propozycje de Gaulle’a nie spotkały się z pozytywnym odzewem wśród strajkujących. Na wezwanie UFNE i SNESup doszło do kolejnych manifestacji w Paryżu i innych miastach, podczas których spalono m.in. giełdę. W Lyonie zginął też komisarz policji.
Wydarzenia te spowodowały, że opinia publiczna zaczęła coraz bardziej niepokoić się rozwojem sytuacji i dystansować od protestujących studentów. Ponieważ również CGT coraz bardziej zależało na zakończeniu strajku, 25 maja na Rue de Grenelle rozpoczęto negocjacje ze związkami zawodowymi i pracodawcami. 27 maja podpisano porozumienie, na mocy którego wyniku płaca minimalna miała wzrosnąć o 25%, a inne wynagrodzenia o 7%, zgodzono się też na stopniowe skracanie czasu pracy do 40 godzin tygodniowo, obniżenie wieku emerytalnego, rozszerzenie uprawnień związków itp. Kiedy szef CGT Georges Séguy przedstawił wynegocjowany „pakt z Grenelle” w zakładach Renault w Billancourt, został jednak wygwizdany. Robotnicy nie zgodzili się na zakończenie strajku.
Tego samego dnia 27 maja na stadionie Charlèty w Paryżu doszło do wiecu zorganizowanego przez UNEF, socjalistów i CFDT, podczas którego zaproponowano utworzenie centrolewicowego rządu, którego premierem miał zostać Pierre Mendès France; następnego dnia François Mitterrand ogłosił, że jest gotów do objęcia urzędu prezydenta.
28 maja komuniści zaproponowali utworzenie rządu ze swoim udziałem, a 29 maja CGT w wielu miastach zorganizowała demonstracje, na których domagano się utworzenia „rządu ludowego”.

## Przemówienie de Gaulle’a – opanowanie sytuacji

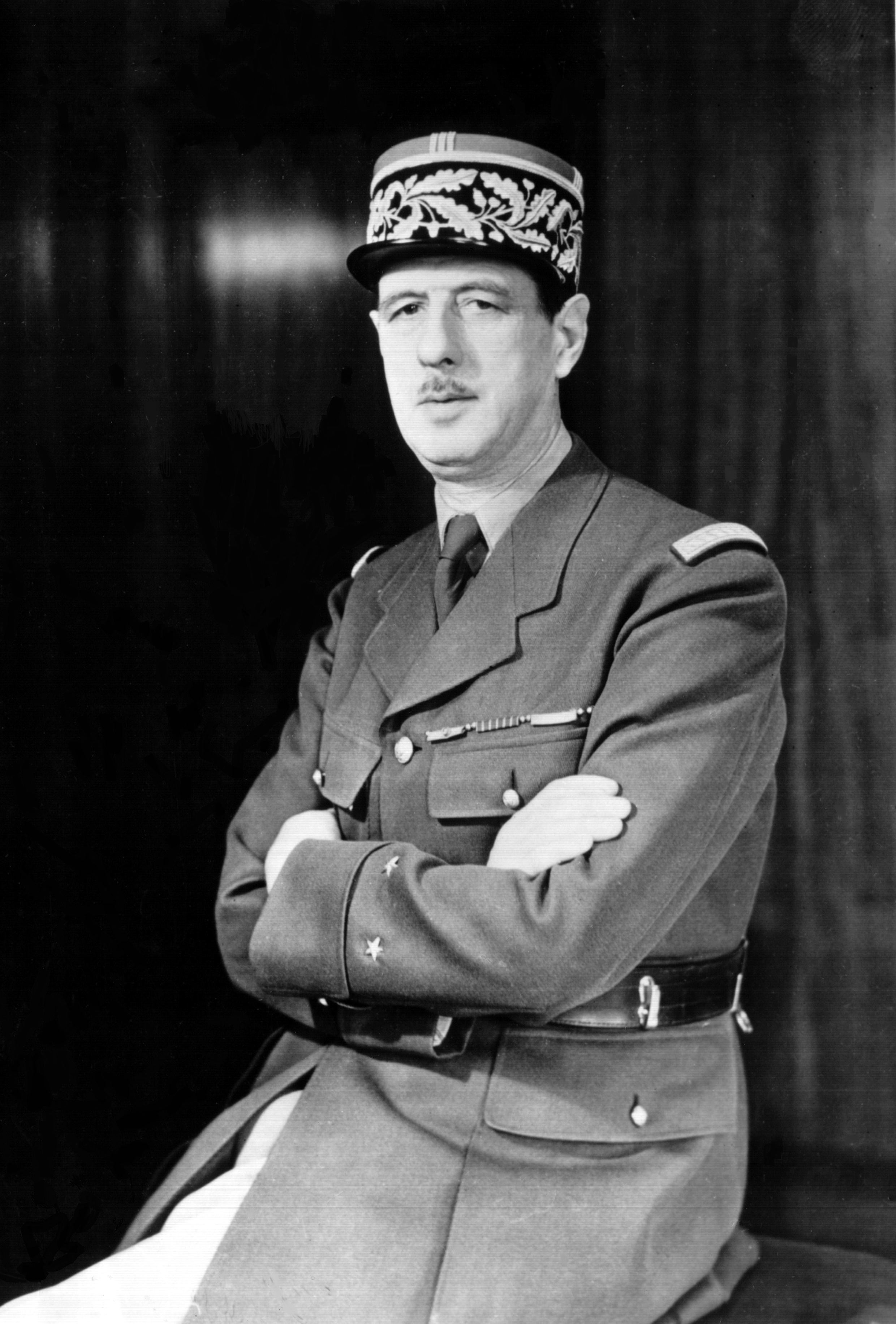
Charles de Gaulle

### Przemówienie radiowe de Gaulle’a
Stając wobec wizji utraty władzy przez siebie i partię konserwatywną, de Gaulle postanowił sięgnąć po środki ostateczne. 29 maja poleciał helikopterem z krótką, utrzymaną w tajemnicy, wizytą do Baden-Baden w Niemczech, gdzie mieściła się siedziba sztabu generalnego wojsk francuskich w Niemczech. Ta krótka (półtoragodzinna) wizyta wywołała w Paryżu różne domysły (mówiono nawet, że de Gaulle uciekł). Jej rzeczywistym powodem była wola zapewnienia sobie poparcia wojskowych dla dalszych działań: podczas wizyty de Gaulle przeprowadził rozmowę z gen. Jacques’em Massu, znanym ze stosowania metod silnej ręki podczas wojny algierskiej. Po powrocie de Gaulle wygłosił 30 maja o godz. 16:30 przemówienie radiowe. W przemówieniu De Gaulle podkreślił, że jest prawowitym reprezentantem władzy państwowej oraz ostrzegł przed działaniami „dywersyjnymi” i kontynuowaniem strajków, które ostatecznie mogą wyjść na dobre komunistom z FPK, po czym ogłosił rozwiązanie Zgromadzenia Narodowego i nowe wybory na 23 czerwca. Wezwał też robotników do powrotu do pracy i zagroził wprowadzeniem stanu wyjątkowego. Jeszcze tego samego dnia 30 maja na Polach Elizejskich doszło do milionowej demonstracji zwolenników rządu, na której czele stali André Malraux i Michel Debré.
Podczas demonstracji ostrzegano przed wojną domową i wzywano do zakończenia protestów.

### Zakończenie strajków
31 maja przedstawiono skład nowego rządu, odbywało się coraz więcej demonstracji poparcia dla de Gaulle’a. Fala strajków zaczęła powoli opadać. Do zakończenia strajków nawoływały też związki zawodowe, z którymi władze prowadziły negocjacje mające na celu wprowadzenie zmienionych postanowień protokołu z Grenelle. Policja zaczęła usuwać strajkujących z zajętych zakładów, wydalono z kraju też ok. 200 cudzoziemców oskarżonych o podżeganie do protestów. Przywracanie normalnej pracy nie wszędzie przebiegło gładko. Usunięcie strajkujących z zakładów Renault we Flins wywołało kilkudniowe zamieszki trwające od 7 do 10 czerwca, podczas których zginął uczeń Gilles Tautin. 11 czerwca podczas walk z policją przed fabryką Peugeot w Sochaux zginęło dwóch robotników. 12 czerwca zakazano działalności Ruchu 22 Marca i kilku innych lewicowych organizacji.
Protestujących artystów i studentów usunięto kolejno z Odeonu (14 czerwca), Sorbony (16 czerwca) i Akademii Sztuk Pięknych (27 czerwca). Padły też ostatnie ogniska oporu wśród wielkich zakładów pracy: Renault (18 czerwca), Citroën (24 czerwca) i ORTF (27 czerwca).

## Skutki maja 68
Francuscy politycy (podobnie jak i socjologowie i dziennikarze) byli tak zaskoczeni skalą protestów, że zareagowali dopiero, kiedy w większości francuskich miast uniwersyteckich przybrały one charakter prawie wojny domowej. De Gaulle początkowo w ogóle nie interweniował, lecz zostawił zadanie uporania się z demonstrantami premierowi Pompidou. Wszystko to sprawiło, że w kręgach rządowych powstała później nawet teoria spiskowa o sterowaniu wydarzeniami przez agentów enerdowskiej Stasi lub innych państw.

### Przetasowania na scenie politycznej
Czerwcowe wybory do Zgromadzenia Narodowego przyniosły zwycięstwo rządzącej partii gaullistowskiej. Sojusz gaullistowskiej UDR i Niezależnych Republikanów Giscarda d’Estaing uzyskał 43,6% głosów i utworzył rząd, wchodząc w koalicję z Centrum Demokratyczno-Chrześcijańskim (10,3%). Partia komunistyczna zdobyła 20%, socjaliści z FGDS 16,5%, radykalna lewica (PSU) 3,9%.
W lipcu 1968 Pompidou został zastąpiony przez Maurice’a Couve de Murville. De Gaulle ustąpił w 1969 po tym, jak Francuzi odrzucili zaproponowane przez niego referendum. De Gaulle zmarł w 1970 – uznano to za koniec ery gaullistowskiej, konserwatyści rządzili jednak Francją jeszcze przez 10 lat. W 1969 de Gaulle’a zastąpił Pompidou, który pozostał na stanowisku prezydenta do swojej śmierci w 1974, gaulliści przekształcili się w neogaullistów (Zgromadzenie na rzecz Republiki, Rassemblement pour la République – RPR), a wreszcie połączyli się z innymi partiami w Unię na rzecz Ruchu Ludowego (Union pour un Mouvement Populaire – UMP) i w latach 1995–2012 pod kierunkiem prezydentów Jacques’a Chiraca i Nicholasa Sarkozy’ego rządziła Francją.
Na skutek wydarzeń maja 1968 dużo z popularności wśród robotników utracili komuniści z FPK, na znaczeniu zyskała natomiast radykalna lewica – Rewolucyjna Liga Komunistyczna (Ligue communiste révolutionnaire). Po zjednoczeniu kilku partii socjalistycznych nastąpił natomiast rozkwit Partii Socjalistycznej (Parti socialiste français), która doszła do władzy w 1981. Owocem ideologii roku 1968 w latach 70. była partia Zielonych (Les Verts), którzy jednak nie cieszyli się taką popularnością jak np. Zieloni w Niemczech, czy powstała pod koniec lat 70. skrajnie lewicowa organizacja terrorystyczna Action directe, która we współczesnej historii Francji odegrała taką rolę jak Frakcja Czerwonej Armii (RAF) w RFN i Czerwone Brygady we Włoszech.

### Skutki społeczne
Wydarzenia 1968 zaowocowały reformami i zmianami w życiu kulturalnym, społecznym i politycznym. Wielu protagonistów maja 1968 doszło do wysokich stanowisk, inni stali się wykładowcami na wyższych uczelniach, dalej propagując idee, którym hołdowali w młodości. W społeczeństwie zaczęły się szerzyć ideologie liberalne, owocem maja 68 jest też rewolucja seksualna lat 70., feminizm i ruchy ekologiczne.
Wydarzenia te nadal wywierają swój wpływ na życie społeczne Francji i są przedmiotem debat. Tradycyjna lewica identyfikuje się z celami i ideologią protestów 1968, natomiast konserwatyści z reguły je odrzucają. Postąpił tak też Nicolas Sarkozy, prezydent Francji od maja 2007, który w swojej mowie wyborczej w kwietniu 2007 stwierdził:
Maj 68 r. pozostawił nam ideologię intelektualnego i moralnego relatywizmu. Spadkobiercy maja 68 przeforsowali pogląd, że wszystko ma tę samą wartość, że od teraz nie ma różnicy pomiędzy dobrem i złem, prawdą i fałszem, pięknem i brzydotą. (…) Ofiara liczyła się mniej niż sprawca. (…) Kult bożka pieniądza, pogoń za szybkim zyskiem, spekulacje, patologie kapitalistycznych rynków finansowych mają swoje źródło w wartościach maja 68. Jeśli nie ma już żadnych reguł, żadnych norm, żadnej moralności, żadnego szacunku, żadnych autorytetów, wtedy wszystko wolno.

### Maj 68 w kulturze popularnej
Znaczenie wydarzeń maja 68 w historii i kulturze Francji spowodowało, że na ich kanwie pisano powieści (Derrière la vitre Roberta Merle, kręcono filmy, jak „Tout Va Bien” (1972)) Jean-Luca Godarda, „Milou w maju” (1990) Louisa Malle’a lub „Marzyciele” (2003) Bernarda Bertolucciego. Amerykański pisarz James Jones napisał powieść Wesoły miesiąc maj. Wydarzeniami Maja zainspirowały też piosenki „Revolution” zespołu The Beatles, „Street Fighting Man” zespołu The Rolling Stones, "Marianna" zespołu Kult, autorstwa Stanisława Staszewskiego oraz „Bye bye badman” zespołu The Stone Roses.
Wpływ wydarzeń maja 68 był tak wielki, że odniesienia można znaleźć nawet w popularnych do dziś komediach jak Żandarm na emeryturze z Louisem de Funès.